# George McCrae
George McCrae (West Palm Beach, 19 de outubro de 1944) é um cantor de soul dos EUA, mais conhecido pelo hit Rock Your Baby, a canção considerada uma das precursoras da Disco music, o cantor que já lançou álbuns pela Epic Records.